# Eugène Louis Hugues Méquet
 (octobre 2023).

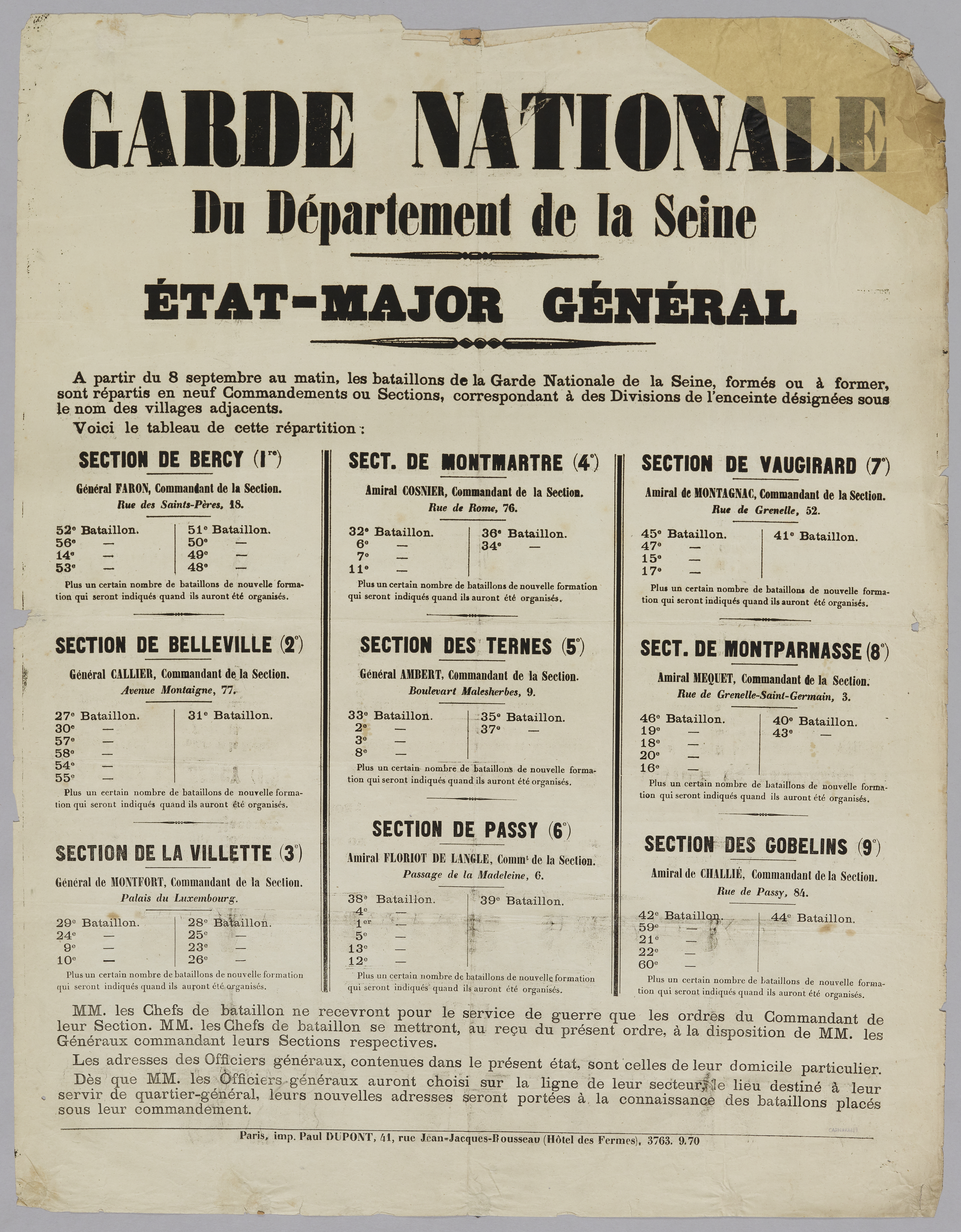
Tableau de répartition de l'état-major général de la garde nationale en 1870 : l'amiral Méquet est chargé du secteur de Montparnasse.

Eugène Louis Hugues, 3e baron Méquet et de l'Empire, né à Cherbourg le 23 septembre 1812 et mort à Mortain le 3 janvier 1887, est un amiral français.

## Biographie
Issu d'une famille de marins originaires d'Agon-Coutainville, il est le fils du contre-amiral Hugues Olive Méquet, 1er baron Méquet et de l'Empire,  et d'Anne Rosalie Josèphe Le Traon de Kerquidan.
Il fait ses études aux collèges de Vendôme et de Lorient. Après avoir été élève à l' école navale de Brest, il devient aspirant de 2e classe en 1828, puis aspirant de 1re classe en 1830. La même année, il prend part à l'expédition d'Alger et en 1831, il assiste à l'attaque de l'embouchure du Tage en 1831.
Enseigne de vaisseau en 1833, il est adjoint au lieutenant de vaisseau François Thomas Tréhouart, commandant de la Recherche pour retrouver les traces de la Lilloise disparue dans les mers d'Islande et du Groenland. À la suite de cette rude et difficile campagne, il est décoré de la Légion d'honneur.
Lieutenant de vaisseau en 1840, il reçoit ensuite le commandement suprême des côtes du Gabon. Il est chargé de réprimer la traite négrière et contribue à l'établissement du comptoir de Grand-Bassam en Côte d'Ivoire. Il est promu officier de la Légion d'honneur en 1847.
Capitaine de frégate en 1852, il participe à partir de 1854 à la guerre de Crimée. Après avoir commandé en second le vaisseau Henri IV, il est envoyé à terre pour prendre part à l'attaque de Sébastopol. Il y commande une batterie de marine et fait preuve d'un grand sang-froid et d'un courage qui lui valent d'être promu capitaine de vaisseau et chevalier de l'ordre du Bain, le 2 décembre 1854.
De retour en France, il devient membre du conseil des travaux de la marine, commandant du Christophe-Colomb. Chef d'état-major de la division d'Orient en 1859, commandeur de la Légion d'honneur en 1860, membre adjoint du conseil d'Amirauté en 1864, contre-amiral en 1865, major général à Brest et commandant en chef de la division des Antilles en 1867.
Lors du siège de Paris par les armées prussiennes, il prend le commandement du 8e secteur de l'enceinte fortifiée et organise la résistance des forts de Vanves et de Montrouge qui souffriront beaucoup des bombardements en janvier 1871. Grand officier de la Légion d'honneur, le 23 janvier 1871, il est appelé, quelques mois plus tard, au Conseil d'amirauté.
Vice-amiral en 1874, préfet maritime de Brest de 1874, il passe dans le cadre de réserve en 1877.

### Vie familiale
Il épouse Charlotte Anne Marie Victoire Millet (née le 4 janvier 1815 - Sourdeval), fille du général de brigade et baron d'Empire Théodore François Millet. Ils eurent 2 enfants :
1. Marie Rosalie Charlotte Eugénie, qui épousa le colonel de génie Louis Poncet, chevalier de la Légion d'honneur.
2. Gabrielle

## Distinctions
- Chevalier de la Légion d'honneur en 1833
- Officier de la Légion d'honneur en 1847
- Commandeur de la Légion d'honneur en 1860
- Grand officier de la Légion d'honneur le 23 janvier 1871

## Titres
- Baron de l'Empire